# Okna (Floda)
Ökna Gård ó Mansión Okna es una finca y una antigua mansión en la parroquia de Floda, municipio de Katrineholm, Södermanland. "Ökna" se encuentra en el lado sur del lago Floden, a unos 12 kilómetros al noreste de Katrineholm. Su historia se remonta a principios del siglo XIV. Desde 1842, la granja ha sido propiedad de la familia Åkerhielm y sus descendientes.

## Historia

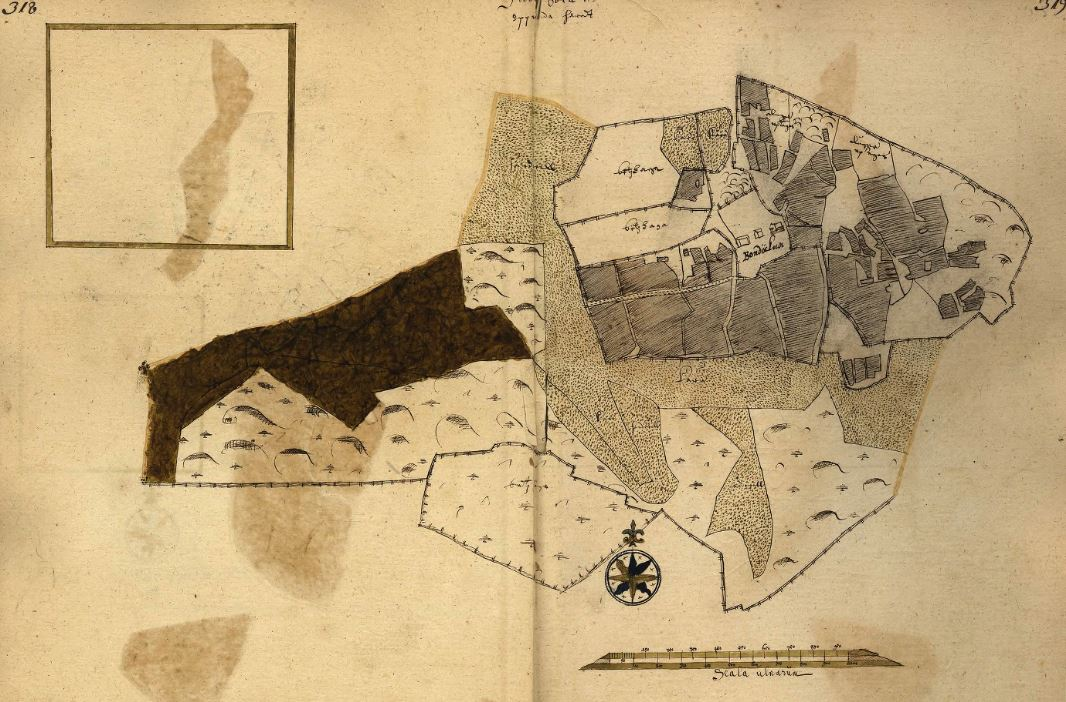
Öknas alrededor de 1636.

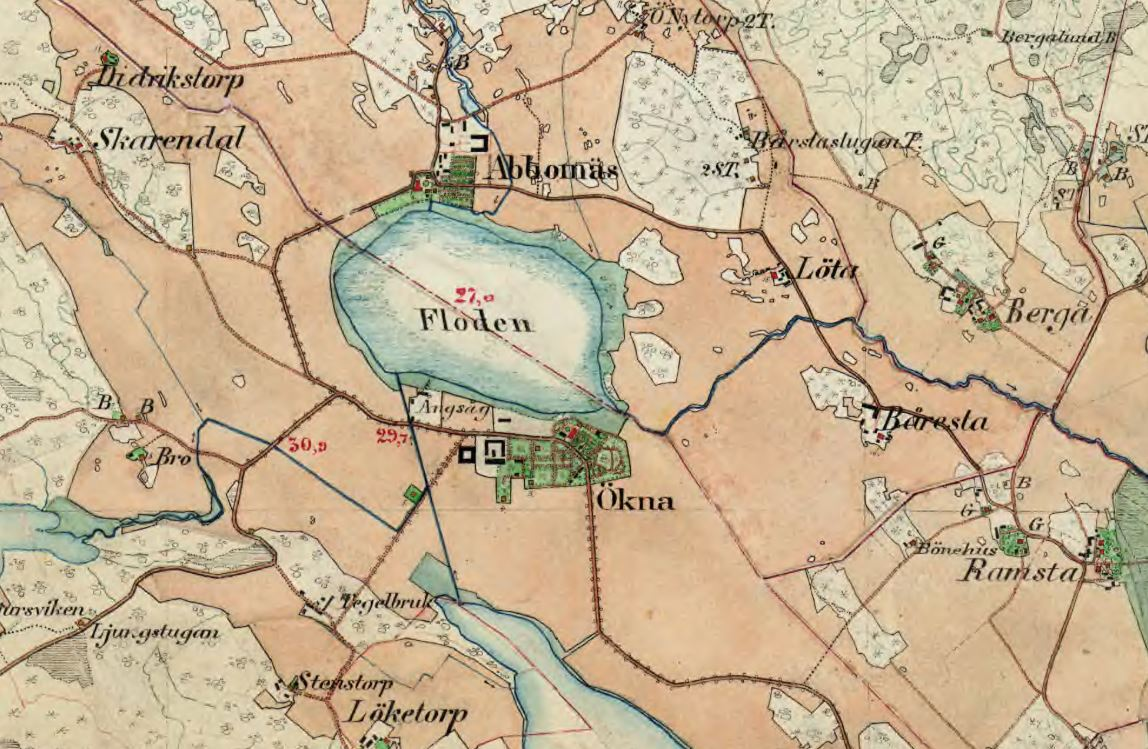
Ökna y Abbotnäs, década de 1890.

"Ökna" se menciona por primera vez en 1319 en los documentos del Monasterio de Julita en relación con una disputa fronteriza. El propietario más antiguo conocido era entonces Ulf. Le sucedió Knut Ödhingsson (Öndersson, mencionado en 1368), antepasado de la familia Lillie af Ökna , que fue propietaria de la propiedad hasta 1623. Ökna luego se casó con el capitán noruego Henrik Månesköld con la familia Månesköld de Noruega y más tarde con el familia Ulfsparre.
En la década de 1690, el general Jakob Spens compró Ökna. Luego, la propiedad fue vendida por esta familia en 1774 al chambelán Carl Gustaf Wattrang (1724-1796). Después de la muerte de su hijo menor Johan Gustaf Wattrang en 1827, Ökna perteneció a la familia Bonde af Björnö . Sin embargo, los Wattrang no vivían en Ökna, sino más cerca de Estocolmo en su finca del castillo de Sandemar en la parroquia de Österhaninge . Los granjeros tampoco tenían Ökna como sede, sino el castillo de Hörningsholm en la parroquia de Mörkö . En 1842, el conde Gustaf Ulf Bonde vendió Ökna al gobernador Carl Åkerhielm af Margrethelund.
Mientras que los propietarios anteriores vivían en otras mansiones más prestigiosas, comenzó una nueva era para Ökna durante Åkerhielm. Se instaló con la familia en la hacienda, aumentando la tierra productiva y por ende el rendimiento. Hizo construir nuevas dependencias para una manada de ganado más amplia, adquirió una máquina de vapor para trillar y construyó una fábrica de ladrillos. Bajo su mando, el corps de logi también adquirió la apariencia actual y Ökna se convirtió en una de las granjas más modernas y eficientes de Södermanland.
Después de la muerte de Carl Åkerhielm en 1879, Ökna fue heredada por la viuda de Åkerhielm, Aurora Charlotta Skjöldebrand, quien mantuvo la granja hasta 1880 cuando su hijo, el maestro de caballería y chambelán Carl Gustaf Åkerhielm, compró la propiedad. Había estado casado desde 1881 con la baronesa Ingeborg Åkerhielm, nacida en un granjero del castillo de Ericsberg. A la muerte de Carl Gustaf Åkerhielm en 1903, Ökna fue heredada por su viuda y sus hijos Jan-Carl Åkerhielm y Helene Cronhielm. 
En 1927, la hija de Helene Cronhielm, la condesa Maud Törneros, nació Cronhielm af Hakunge.propietarios que dejaron la finca a sus cinco hijos que aún eran propietarios a fines de la década de 1960. Hoy en día, la finca Ökna es propiedad de la familia Fröberg, descendientes de la fallecida Maud Törneros. En 2019, Lars Magnus Filip Fröberg (nacido en 1964) se hizo cargo de la propiedad de manos de Birgitta Ingeborg Elisabet Fröberg y Lars Gustaf Fröberg.

## El asentamiento

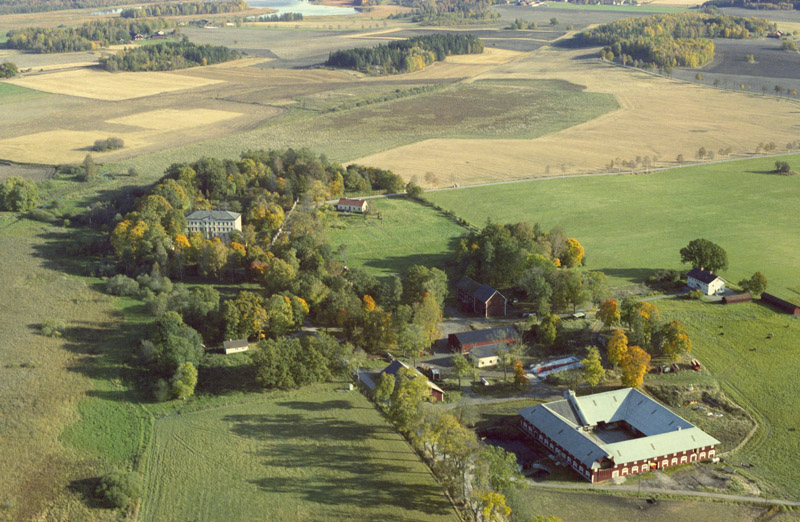
Vista aérea de 1991 de casas solariegas y dependencias. El edificio del granero ya no existe.

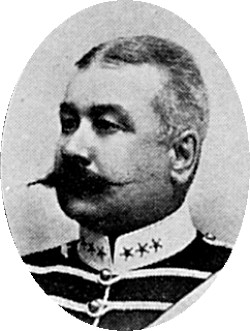
C.G. Åkerhielm.

El predecesor del edificio principal actual comenzó a construirse en la década de 1720 durante la época de Carl Gustaf Spen y fue completado por su hijo Fredrik Gustaf en la década de 1750. De su época se conserva la parte sur de las dos alas que mandó construir Carl Gustaf Spens y parte del magnífico muro de piedra que originalmente cercaba el edificio principal y el extenso jardín.
El muro es único y, según el historiador cultural y anticuario de paisajes Ivar Schnell , ningún otro paisaje sueco puede mostrar algo así. Consta de piedra revocada con vanos en arco que se cierran con almas de madera. A intervalos regulares y para adaptarse a las diferencias de altura, la pared está interrumpida por pilares con farolas. Originalmente la pared estaba revestida de aglomerado, hoy está revestida de chapa.
El Corps de logis de hoy es un edificio parecido a un castillo de tres pisos que contiene 40 habitaciones. La planta principal está arriba. 
La casa obtuvo su forma y exterior actuales a través de una renovación y ampliación en 1862 cuando Carl Gustaf Åkerhielm era el propietario. Entre otras cosas, el edificio se amplió y elevó un piso. Åkerhielm también demolió uno de los dos edificios laterales que se agregaron durante la época de Carl Gustaf Spen. Desde la década de 1980, el edificio principal estaba deshabitado. Bajo el actual propietario, la familia Fröberg, en 2019 comenzó la renovación de un apartamento en la planta baja.
Las dependencias de la granja están ubicadas en un grupo en la colina del granero al oeste de los edificios principales. El gran granero cuadrado de la época de Åkerhielm, que se puede ver en una fotografía aérea de 1991, ya no existe, ha sido reemplazado por una extensión de granero más pequeña.

## Zona histórica

Carta topográfica uthaf Sætesgården ÖKNA con thes subyacente, 1746.

En 1922, Ökna cubría un manto subordinado de 11 ³/₄ con 2.708 hectáreas de superficie, de las cuales poco más de 593 hectáreas eran tierras de cultivo y 2.115 hectáreas de bosques y prados. Las propiedades se extendían al sur del lago Floden en dirección noroeste. Ladrilleras y una sierra de vapor también formaban parte de la finca en este momento. El valor tasado en el mismo año fue SEK 791.700. En 1932, el área de la propiedad era de 2.702 hectáreas, de las cuales 538 hectáreas eran campos. En 1968, el valor de tasación era SEK 2.716.900.

## Vistas

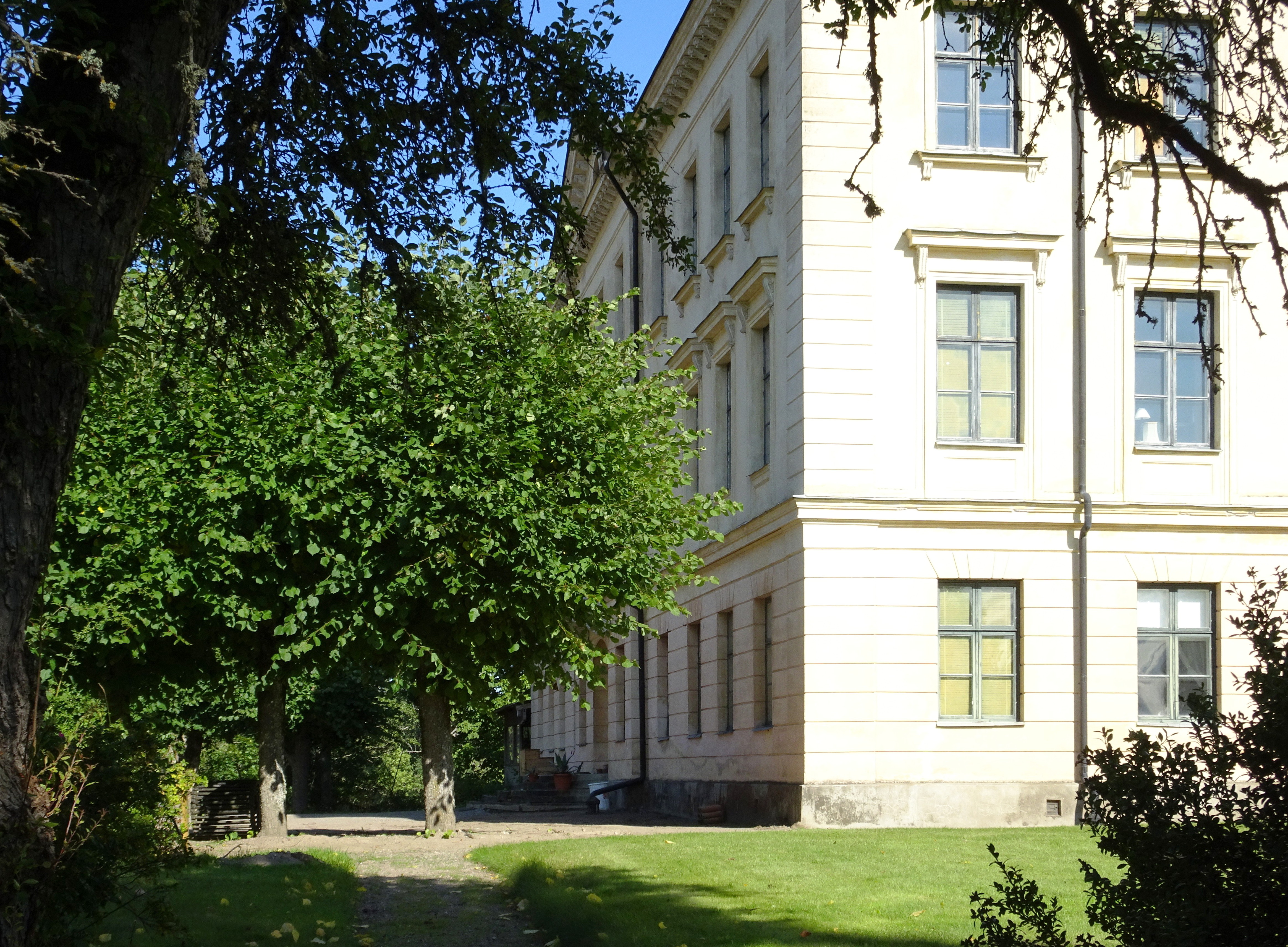
El edificio principal desde el suroeste.
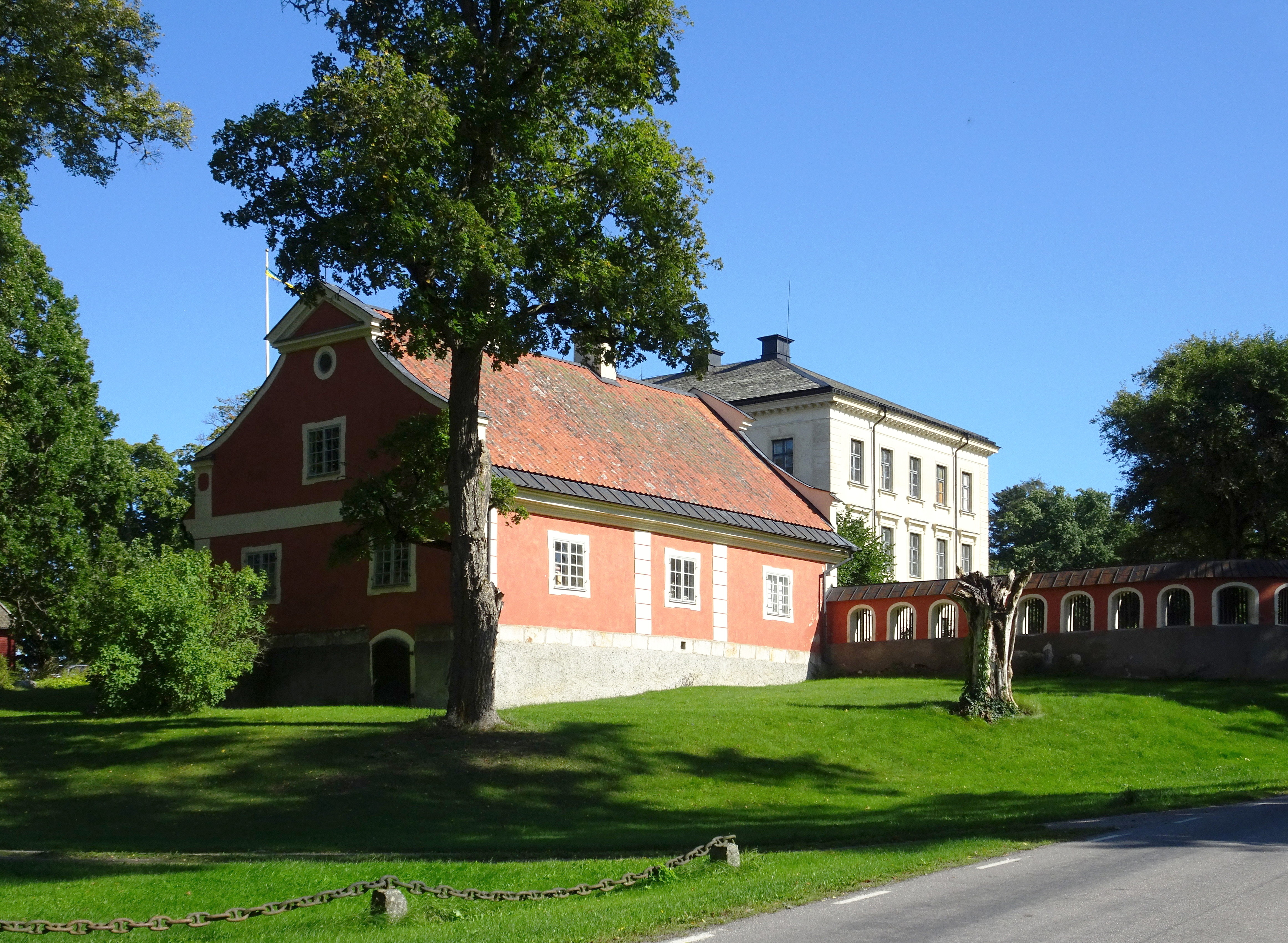
El ala del sur con el edificio principal al fondo.
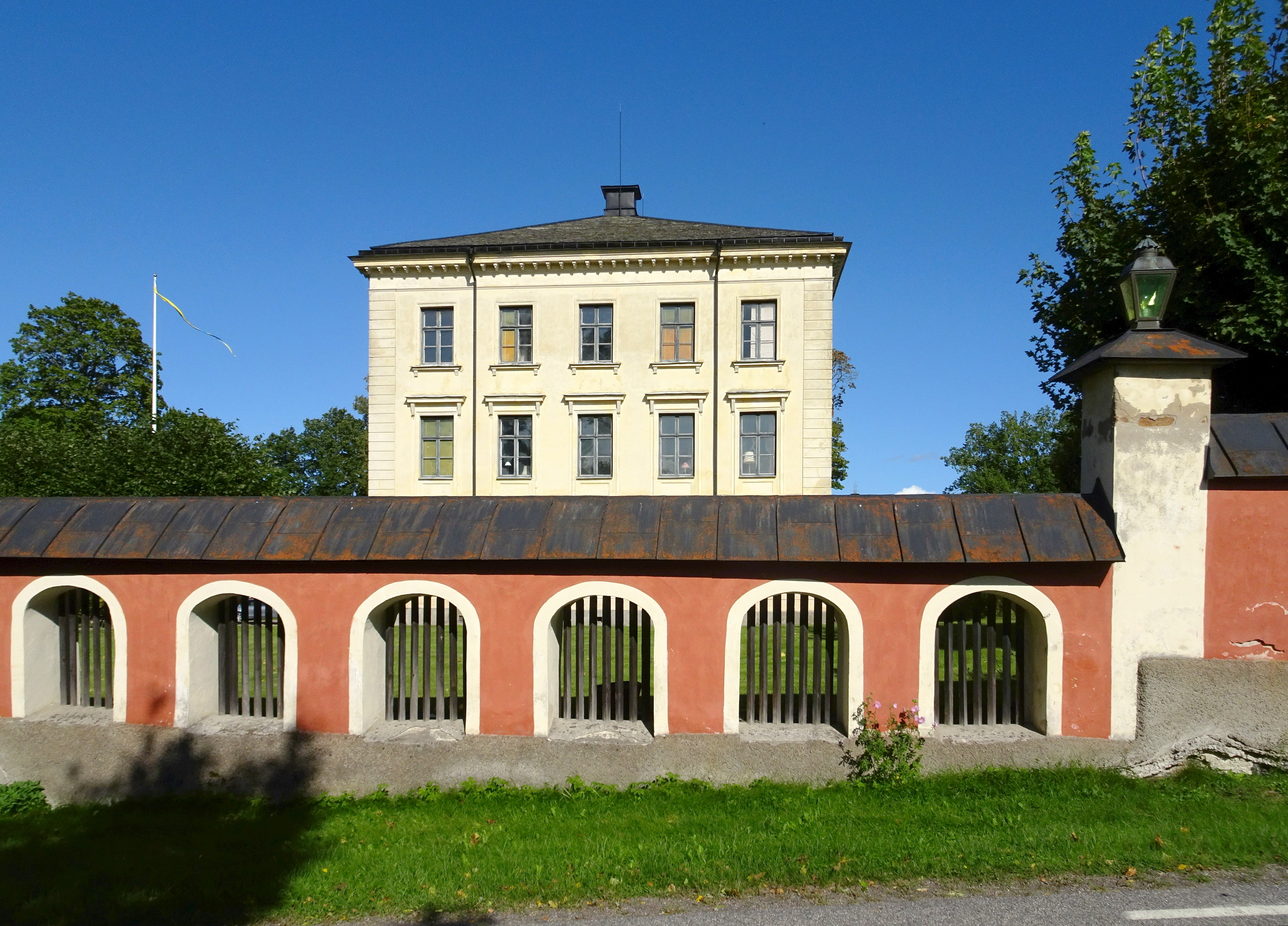
El muro y el extremo suroeste del edificio principal.
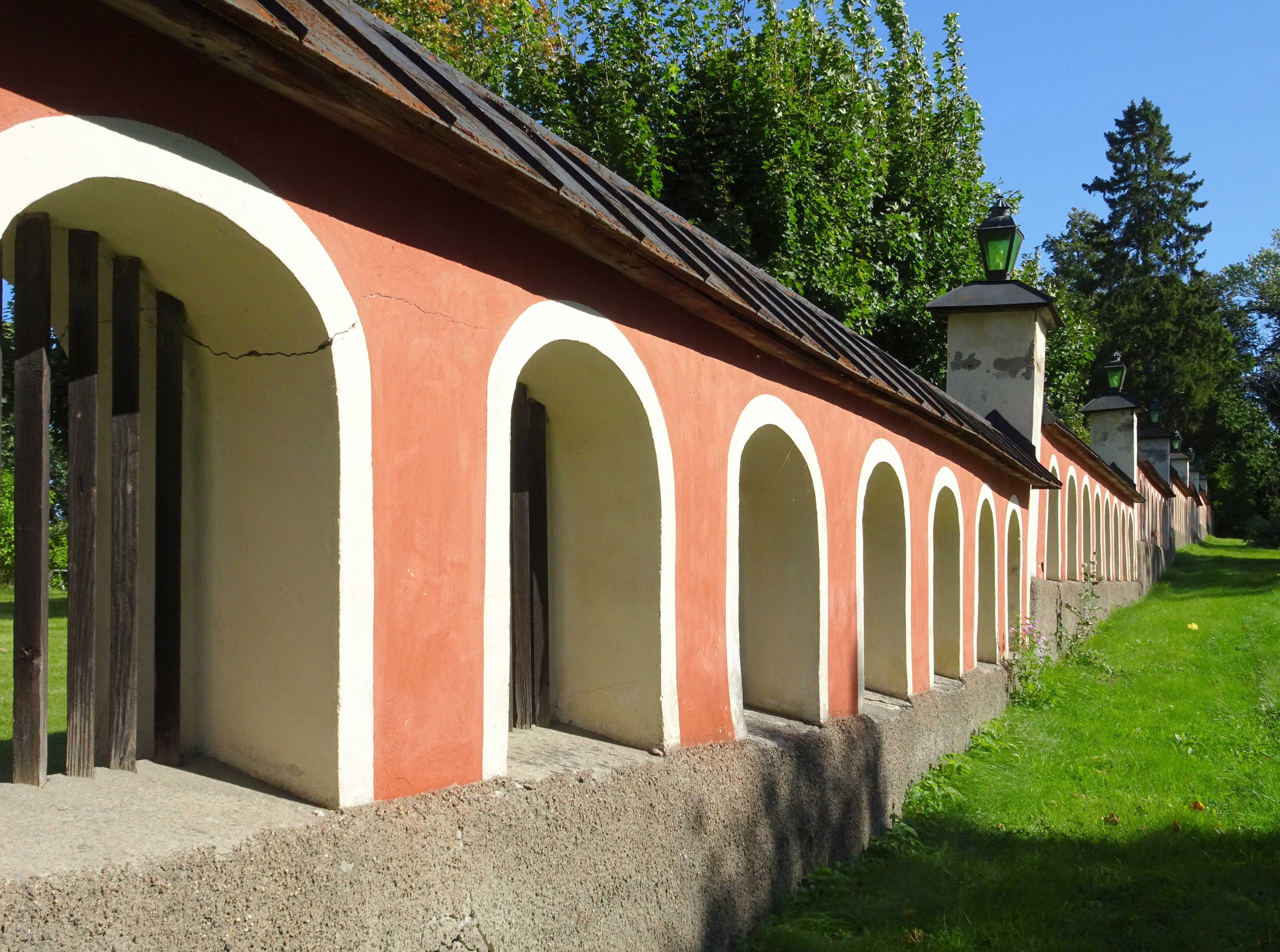
El muro del sureste.

## Propietarios
- 1319: Ulf
- 1368: Knut Ödhinsson
- 1400: Önder Knutsson
- 1400-talet: Lars Öndersson
- 1478: Anders Larsson
- 1523: Knut Andersson
- 1583: Knut Knutsson Lillie
- 1596: Knut Lillie
- 1625: Märta Lillie
- 1651: Elisabet Månesköld
- 1685: Måns Ulfsparre
- 1690-tal: Jacob Spens
- 1721: Carl Gustaf Spens
- 1751: Gustaf Spens
- 1774: Carl Gustaf Wattrang
- 1796: Johan Gustaf Wattrang
- 1838: Gustaf Ulf Bonde

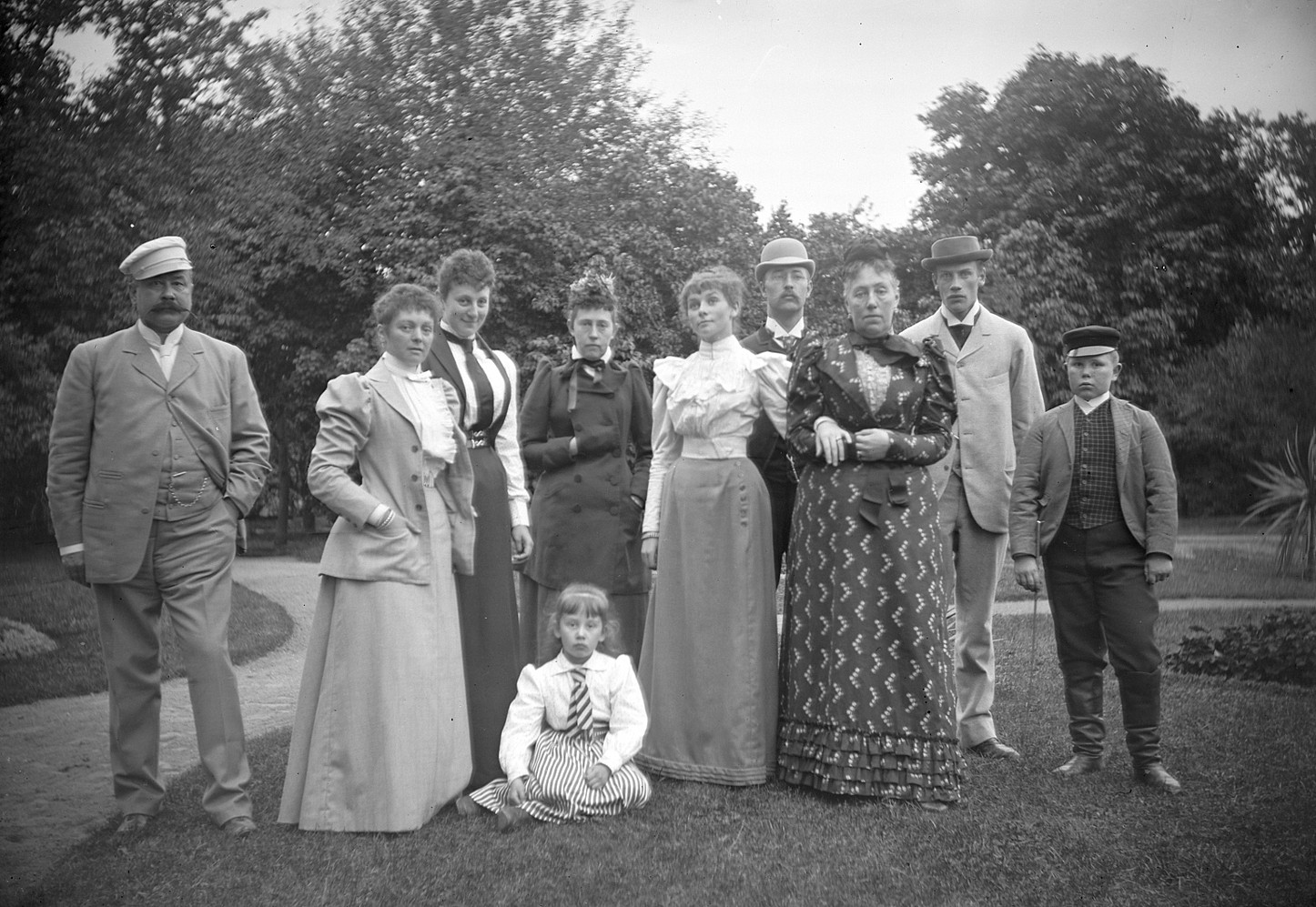
La Mansión Ökna, herrgård, foto de grupo. Más a la izquierda está Carl Gustaf Åkerhielm, la niña sentada en la hierba es Helene y detrás de ella está la madre Ingeborg. El hijo Carl está en el extremo derecho. La fotografía fue tomada en el cumpleaños número 11 de Carl el 27 de junio de 1893.

- 1842: Johan Carl Åkerhielm af Margrethelund
- 1879: Carl Gustaf Åkerhielm
- 1903: Ingeborg Åkerhielm och hennes barn Carl och Helene
- 1927: Maud Törneros, född Cronhielm
- Nuvarande ägare: Familjen Fröberg